# Eriopsis rutidobulbon
Eriopsis rutidobulbon är en orkidéart som beskrevs av William Jackson Hooker. Eriopsis rutidobulbon ingår i släktet Eriopsis och familjen orkidéer. Inga underarter finns listade i Catalogue of Life.